# Melt-Banana
Melt-Banana is een Japanse noise rock-formatie, opgericht in 1992 in Tokio door Yasuko Onuki en Ichirou Agata.

## Geschiedenis
Rika Hamamoto en Toshiaki Sudoh voegen zich bij de band. De band maakt een mix van zeer snelle metal en noise rock, waarbij met name de hysterische zang van Yasuko opvallend is. Gitarist Agata ontwikkelt een individuele gitaartechniek, waarbij hij grote series effectapparatuur tussen zijn gitaar en de versterker heeft geplaatst en met een bottleneck speelt. Hij creëert zwaar overstuurde klanken die lijken op sirenes, laserstralen en haperende cd-spelers. Agata treedt live op met een mondmasker en een bekend vast onderdeel tijdens live shows is een 10 minuten durende serie van zeer korte nummers (sommige slechts enkele seconden). Agata richt zijn eigen onafhankelijk platenlabel A-Zap records op, waarop het werk van de band verschijnt voor de Japanse markt. Sudoh verlaat de band en vanaf dan werkt de band met wisselende drummers per tournee en album-opnames. De band werd via John Zorn naar Amerika gehaald en kreeg met Scratch or Stitch, geproduceerd door Steve Albini toenemend aandacht van een groter publiek. Naderhand worden de albums dan ook in de Verenigde Staten en Europa gedistribueerd.
In 2003 verschijnt Cell Scape, waarbij de stijl van Melt-Banana zich verder uitkristalliseert en gaandeweg hun werk toegankelijker wordt en meer inhoudelijke vorm krijgt. Het radicale geluid van de eerdere albums vermengt zich met herkenbare melodieën. Hierop brengt de band 13 Hedgehogs uit, een verzamelalbum met voornamelijk vroeg werk dat eerder verscheen op de vele ep's die de band uitbracht. Bambi's Dilemma uit 2007 sluit qua stijl aan bij Cell Scape. De band verwerft in de loop der jaren een fanatieke cult-following en wordt veel bewonderd door collega-muzikanten en in interviews vaak genoemd als een inspiratiebron.
In 2007 nam Melt-Banana het nummer Hair-Cat (Cause the Wolf Is a Cat!) op voor Perfect Hair Forever, een tekenfilmserie op Cartoon Networks Adult Swim.
In 2009 brachten ze hun eerste live-album uit. Hierna ging de band wederom op tour door zowel de VS als Europa en plant voor het einde van 2010 een tournee-pauze in om hun nieuwe album op te nemen. In 2013 bracht de groep, thans gereduceerd tot het duo Onuki-Agata, het album Fetch uit.

## Bandleden
- Yasuko Onuki - Zang
- Ichirou Agata - Gitaar

## Discografie
- Speak Squeak Creak (1994)
- Cactuses Come In Flocks (1994)
- Scratch Or Stitch (1995)
- Charlie (1998)

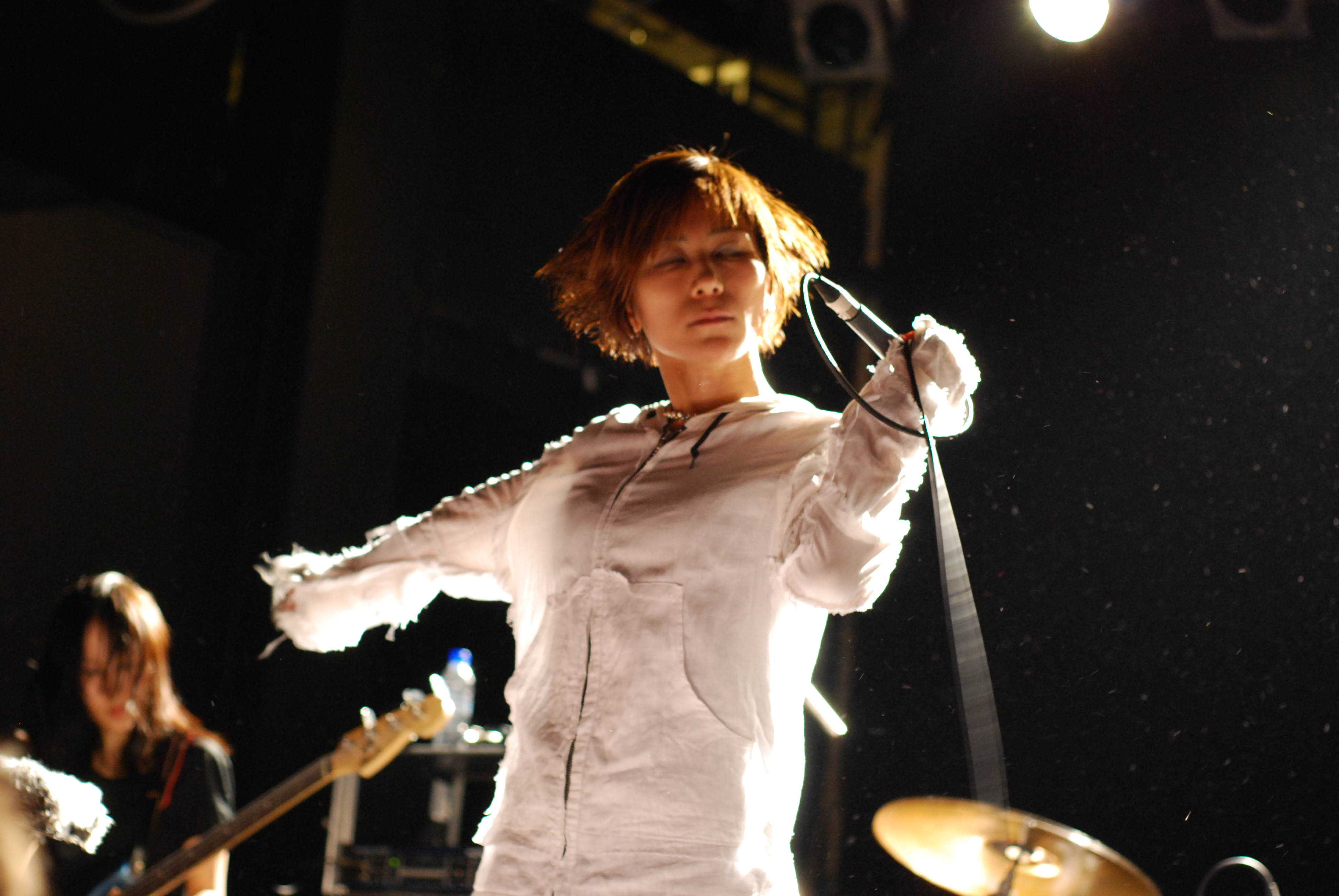
Yasuko Onuki

- MxBx 1998/13,000 Miles At Light Velocity (1999)
- Teeny Shiny (2000)
- Cell-Scape (2003)
- 13 Hedgehogs (2005)
- Bambi's Dilemma (2007)
- Melt-Banana Lite Live Ver 0.0 (2009)
- Fetch (2013)